# Anton Żdanowycz
Anton Żdanowycz herbu Jastrzębiec (ukr. Антін Жданович), spotykana też polska pisownia: Żdanowicz, lata życia nieznane) – pułkownik kijowski (1649-1653, 1655–1656), sędzia generalny (w 1656), w 1657 roku hetman nakaźny. Wielokrotny przedstawiciel dyplomatyczny.

## Życiorys
Do 1648 roku był kozackim setnikiem. W 1649 roku mianowany pułkownikiem kijowskim. W lecie 1651 roku pułk, którym dowodził Żdanowicz, stacjonował w samym Kijowie. Po rozbiciu pułku czernihowskiego Niebaby armia litewska pod hetmanem Januszem Radziwiłłem zajęła Czernihów i zbliżyła się do Kijowa. Żdanowicz wyprowadził wtedy swoje wojsko z miasta, pozwalając wojskom litewskim na jego zajęcie, kalkulując, że następnie uda mu się zamknąć Litwinów w okrążeniu. Pomimo pomocy miejscowej ludności kozacki szturm na miasto nie przyniósł sukcesu. W późniejszym okresie Żdanowicz był emisariuszem Bohdana Chmielnickiego, wysyłanym dla rozpatrywania skarg ludności cywilnej na wojska kozackie. Brał udział w bitwie pod Beresteczkiem.
W 1656 roku uzyskał od cara nadania ziemskie. W 1657 roku dowodził korpusem kozackim, w sile trzech pułków, wspomagającym armię Jerzego II Rakoczego w wyprawie przeciw Polsce, brał udział w bitwie pod Magierowem. Pod wpływem agitacji carskiej, Żdanowicz odmówił powrotu na Ukrainę. Nieposłuszeństwo pułkownika było dla Chmielnickiego ciężkim ciosem i przyczyniło się do jego przedwczesnej śmierci. Po śmierci Chmielnickiego Żdanowicz znalazł się wśród doradców Iwana Wyhowskiego. Brał udział w bitwie pod Konotopem. W bitwie pod Mohylowem Podolskim (1660) dostał się do niewoli. Dalsze jego losy są nieznane.